# Jameston
Jameston är en by i Pembrokeshire i Wales. Byn är belägen 114,8 km 
från Cardiff. Orten har 682 invånare (2016).